# 機動戰士GUNDAM 0083角色列表
本文介紹在《機動戰士GUNDAM 0083：Stardust Memory》中登場的角色。配音順序為（日本／台灣／香港）。

## 地球聯邦軍
浦木宏（Kou Uraki，聲優：堀川亮／林佑俽／郭立文（安樂）、陳卓智（TVB））
地球聯邦軍澳洲特林頓基地所屬MS測試駕駛員，19歲，身高178cm。故事的男主角，也是GUNDAM系列作品當中首位以正規軍人身份登場的主角。軍階為少尉。後續電玩作品給予綽號「幻之擊墜王」。
浦木本身對MS數據設定有相當的愛好與研究，有格納庫整備員等級的水準，在阿爾比昂號進駐特林頓基地進行RX-78 GP01與GRX-78 GP02測試時，私自進入機庫參觀，雖然很快被妮娜·帕普頓趕出來，但是僅憑短暫的觀察即對兩機體的特性有相當的掌握。當日夜晚阿納貝爾·卡多侵入阿爾比昂奪走GP02之時最接近事發現場的宏登上GP01企圖阻止卡多，但新手實力與王牌終究有極大差距，被卡多輕易甩脫。
其後浦木被編入阿爾比昂MS戰隊，加入追擊GP02的行動。隨著故事進展，浦木在技術與心態上逐漸成長，並被授以中尉的戰時軍階。於金平島核彈襲擊事件之後，浦木駕駛RX-78 GP01-fb與卡多再度對戰，兩人機體雙雙大破逃出。為了進一步阻止迪拉茲艦隊將Island Ease投落地球的企圖，浦木與同僚強行帶走停泊於阿納海姆電子公司船塢艦拉比安籮絲的RX-78 GP03並且投入戰鬥。雖然摧毀西瑪艦隊並且成功進入Island Ease控制中心，但最後仍未能阻止其落下。自始至終都未勝過卡多。
在戰後的軍法審判（0083.11.13）當中，浦木被加以「擅自使用最高機密的GP系列」罪名而處以徒刑一年。三個月後（0084.03.10）由於聯邦軍抹消GP計畫，而使得浦木的罪狀消滅並被釋放。他以少尉軍階轉到北美奧克蘭基地服役，並且與妮娜和好友查克·奇斯重逢。
其他譯名：歌奧・胡力奇（香港舊譯）
埃帕·席納普斯（Eiphar Synapse，聲優：大塚周夫／待查／周永坤（安樂）、源家祥（TVB））
為地球聯邦軍第三軌道機動艦隊所屬飛馬級兩棲攻擊艦「阿爾比昂」號的艦長，45歲。軍階為大佐。
故事中席納普斯率領阿爾比昂號搭載RX-78 GP01與GP02前往澳洲特林頓基地進行重力下測試時，發生GP02強奪事件，而開始進行GP02追擊任務。但由於第三艦隊司令長官約翰·高文在聯邦軍上層部屬於少數派，加上GUNDAM開發計劃的機密性質，所以沒有得到充分的友軍支援。致使該艦與所屬MS戰隊在金平島閱艦式襲擊事件時無力阻止GP02。
其後為了對應迪拉茲艦隊進一步的行動，希望領取RX-78 GP03增強戰力，但因為高文當時已經在賈米托夫發起的內部鬥爭中失勢，所以GP03的警戒部隊接到的命令是不讓席納普斯取走GP03。但席納普斯發覺迪拉茲的真正目的，以及考量到能早期攔截他們行動的部隊只有自己的事實之後，決定無視命令動用武力強行帶走GP03，並且單艦投入Island Ease阻止作戰。但是到Island Ease墜入地球為止都沒有成功。
在小說及《CODE NAME "STARDUST" OPERATION PROGRAM》（角川書店）的紀錄中，事後的軍法審判中，席納普斯由於種種得罪賈米托夫與巴斯克等當權派的行動，被強加以「將指揮艦艇私有化」及「攻擊友軍」的罪名遭槍決。
之後，原阿爾比昂號成員多數加入泰坦斯，配屬在亞歷山大级重巡洋艦AL-GIZEH號上。
其他譯名：冼力艦長（香港舊譯）
紹斯·巴寧（South Burning，聲優：菅原正志／周學禮／戴偉光（安樂）、陳曙光（TVB））
地球聯邦軍澳洲特林頓基地所屬的MS駕駛員，39歲。軍階為上尉。
巴寧是經歷過一年戰爭的老兵，與貝特、蒙夏、亞德爾共事，號稱「不死身的第四小隊」的隊長。戰後擔任特林頓基地測試駕駛員的隊長，為了奪回RX-78 GP02，被編入阿爾比昂成員擔任MS戰隊指揮官。與妻子席維亞分居當中。
在西瑪艦隊與懷海德上將接觸時得到了迪拉茲艦隊的機密作戰書，但是在之後與西瑪的戰鬥中乘機受損，並在返回阿爾比昂號時機體爆炸而死。
搭乘機體，在特林頓基地時為RGM-79C 吉姆改；在轉任亞爾比翁後，改為RGM-79N 吉姆特裝型。
其他譯名：伯寧上尉（香港舊譯）
查克·奇斯（Chuck Keith，聲優：山田義暒／符爽／郭志權（TVB））
地球聯邦軍澳洲特林頓基地所屬的MS測試駕駛員，20歲。軍階為少尉。
奇斯是浦木的好友，相對於浦木的機械御宅族個性，顯得活潑好動，個性懦弱、駕駛實力差勁，但也曾以聯邦軍擄獲的薩克擊墜敵方MS。本來想追妮娜，卻不知不覺被摩拉擄獲。
主要搭乘機體為MS-06F2 薩克後期型（聯邦擄獲機）以及RGC-83 吉姆加農II。
阿爾法·A·貝特（Alpha A. Bait，聲優：戶谷公次、今村直樹（部份遊戲，如《SDGUNDAM G世代SPIRITS》））
軍階是中尉，巴寧戰死後與浦木一同晉升，並接替巴寧成為亞爾比翁的MS部隊長。晉升後的軍階為上尉。
是一年戰爭中的「不死身第四小隊」的一員，實力為三人中最高。
搭乘機體為RGM-79N 吉姆特裝型，編入泰坦斯後座机為RGM-79Q。
貝那德·蒙夏（Bernard Monsha，聲優：茶風林、張炳強（TVB））
軍階是中尉，參加過一年戰爭，「不死身第四小隊」的一員。初登場時和浦木競爭GP01的駕駛資格與妮娜的青睞，對沒有實戰經驗的浦木相當輕視，在第三話中以吉姆特裝型和浦木進行對抗賽，但被浦木打敗。
對妮娜相當有興趣，曾多次對其示好，但都被妮娜拒絕。其個性較豪放、好色，因為常在艦上騷擾女性士官而和摩拉起衝突。曾以吉姆的攝影機拍攝妮娜的照片，另外也有把玩單眼相機的畫面，可能對攝影有一定的研究。
後來和貝特、亞德爾一同編入泰坦斯
搭乘機體為，RGM-79N 吉姆特裝型。
查普·亞德爾（Chap Adel，聲優：幹本雄之、鄺樹培（TVB））
軍階是少尉，個性較為沉默穩重，和貝特上尉、蒙夏中尉為好友。是一年戰爭中的「不死身第四小隊」的一員。後編入泰坦斯。
搭乘機體為RGC-83，吉姆加農II。
約翰·高文（John Kowen，聲優：渡部猛）
地球聯邦宇宙軍第3軌道艦隊司令，軍階中將。黑人將校。負責聯邦重建项目一環中鋼彈開發計畫負責人。
在當時屬於聯邦内部少數派中的改革派，在星塵作戰中不積極採取措施的軍隊中利用自己的權限進行最大程度的善後工作，但反而因措施採取不當為由被保守派逼宫。
在本作中極少數理解浦木宏一行的高層，但因為作為無視南極條約（在高文看来，南極條約是戰時條約，而一年戰爭已经结束了）而继续开发的核武器搭载型机动戰士GP02的中心人物，很难单纯的判定高文為穩健派。而正因他下台，造成聯邦軍的激進派人氣高漲以及《Z鋼彈》中提坦斯勢力興起。
格林·懷海德（Green Wyatt，聲優：田中秀幸）
地球聯邦上將，賈米托夫派。在《0083》中擔任艦隊校閱的校閱官，後被核彈炸死。
吉恩·柯里尼（Geen Coliny，聲優：岸野一彥、青森伸（5.1ch DVD-BOX版））
宇宙軍上將，格林上將陣亡後接任聯邦軍追擊任務的總指揮，并免去高文對艦隊的指揮權，委任賈米托夫接替任務。
賈米托夫·海曼（Jamitov Hymem，聲優：西村知道）
聯邦准將（《Z高達》時升至上將），激進派軍人首領。事件結束後創設迪坦斯並成為該組織首腦，規劃許多鎮壓與屠殺，企圖以軍國主義奪取聯邦統治權。迪坦斯的高階幹部們也都各懷鬼胎暗地裡爭權奪利，在0087年Z高達故事中被從木星歸來的天才斯洛哥槍殺奪權。
巴斯克·歐姆（Bask Om，聲優：鄉里大輔）
聯邦軍少校，33歲。參加過一年戰爭，雙眼在一年戰爭時期受損而要戴護目鏡。賈米托夫手下，思想激進充滿軍國主義的惡劣軍人，日後成為迪坦斯旗艦「亞歷山大號」的指揮官，在《Z高達》故事裡被奪權的斯洛哥部隊擊墜其戰艦而戰死。
彼特·史考特（Peatar Scott，聲優：菊池正美）

## 迪拉茲艦隊（含舊吉翁公國與阿克西斯）
阿納貝爾·卡多（Anavel Gato，聲優：大塚明夫／王慕航／黃志成（安樂）、陳欣（TVB））
吉翁公國殘黨迪拉茲艦隊所屬的王牌駕駛員，25歲，身高195cm。一年戰爭時期軍階為大尉，迪拉茲紛爭時期為少佐，基連·薩比的追隨者。
卡多在一年戰爭時代擔任吉翁宇宙攻擊軍302哨戒中隊長，駐地為所羅門。在所羅門撤退時他率領所屬部隊擔任斷後任務並給予聯邦軍極大的損害，因此被聯邦軍士兵稱為「所羅門的惡夢」。在一年戰爭的最後卡多在阿·巴瓦·空防衛戰時專用蓋古克遭到擊傷並就近進入迪拉茲的乘艦尋求修理，但當時迪拉茲已決心撤退，並且說服企圖搭乘迪拉茲專用里克·德姆重新出擊的卡多與其一起脫離戰線。戰爭結束後曾與戰友凱利·雷茲納一起潛伏在月球，並與妮娜·帕普頓交往。
卡多在所羅門的優異戰績使他的名字被納入聯邦軍教科書之中，在聯邦軍也是無人不曉的人物。
UC0083年迪拉茲艦隊發動「星塵作戰」，由卡多奪取裝有核彈頭的RX-78 GP02A並且襲擊聯邦軍校閱儀式，摧毀了2/3的參與艦艇（實際上已達當時聯邦宇宙艦隊的半數）。之後與趕來阻止的浦木發生戰鬥並使得GP02大破。殖民地劫持成功之後卡多換乘阿克西斯提供的大型MA：諾耶·吉爾，為迪拉茲艦隊排除聯邦的追擊部隊，並且及時破壞聯邦軍布置於軌道上的SOLAR SYSTEM II使得聯邦軍無法破壞殖民地。在親手完成殖民地軌道調整之後與浦木的GP03決戰，但受到SOLAR SYSTEM II的第二次照射使得機體中破。之後為掩護殘存的部隊到達阿克西斯先遣艦隊保護圈，朝絕對優勢的聯邦艦隊突擊，最後與一艘薩拉米斯級巡洋艦同歸於盡。
其他譯名：格多／卡圖（香港舊譯）
艾裘·迪拉茲（Aiguille Delaz，聲優：小林清志／孫誠／戴偉光（安樂）、梁耀昌（TVB））
吉翁公國軍薩比家親衛隊隊長，一年戰爭時軍階為大佐。迪拉茲紛爭時期為中將。
在一年戰爭的最後，阿·巴瓦·空攻防戰期間收到基連·薩比死亡的戰報之時就看穿這是基西莉亞·薩比的暗殺，因而率領麾下艦隊脫離戰場。之後基於卡拉馬會合點協議，不願意向聯邦投降的舊吉翁公國軍大半選擇前往阿克西斯的狀態下，迪拉茲率領一批志願留下堅決抵抗聯邦的部隊，在Side 1暗礁空域建設了繫留基地「荊棘之園」。UC0081年吉翁國慶日開始活動，以「迪拉茲艦隊」為名，在地球圈對聯邦軍發起游擊戰。在同志的潛伏與補給等方面則與Side6政府官員以及阿納海姆電子公司等月面企業聯合體維持地下關係。但是在聯邦繼續壓迫宇宙殖民地的政策下，迪拉茲面臨抉擇：轉入地下等待阿克西斯吉翁軍重返地球圈，或者孤注一擲發動總力戰並取得巨大戰果。在此時迪拉茲得知GUNDAM開發計劃，而選擇了後者。
UC0083年迪拉茲艦隊發動「星塵作戰」，由搶奪澳洲特林頓基地搭載有核武器的RX-78 GP02A開始，以一連串軍事行動席捲地球圈，被後世稱之為「迪拉茲紛爭」。迪拉茲的作戰離真正的目的：殖民地投下只剩臨門一腳之時，由於西瑪·卡拉豪的叛變而使得乘艦遭到制壓。迪拉茲不為威脅所動的態度惹惱了西瑪，只得將其射殺（實為迪拉茲被西瑪脅持當人質時自盡）以混乱迪拉兹艦隊指揮系统。最後在阿納貝爾·卡多的奮鬥之下終於讓殖民地完成最終軌道修正並且墜落於目標：北美大陸。
西瑪·卡拉豪（Cima Garahau，聲優：真柴摩利／林佑俽／盧素娟（TVB））
吉翁公國突擊機動軍所屬軍官，35歲，身高約190cm。軍階為中校。性格外剛內柔，自嘲為「宇宙的蜉蝣」。
西瑪在一年戰爭時代，擔任隸屬於基西莉亞·薩比的特殊任務部隊「海兵上陸部隊」（即海軍陸戰隊）的代理指揮官，麾下艦隊成員與自己多為Side3三番地馬哈爾出身，背景多為無賴、流氓或亡命之徒等而非正規軍人身分，艦隊總數估計約十來艘，旗艦為桑吉巴爾級艦艇「莉莉·瑪蓮」；由於組成份子特殊因此不易被一般正規軍接受，他們蔑稱其為「雜牌軍」。此艦隊原為「朝倉艦隊」，名義上的指揮官為技術軍官朝倉上校（アサクラ大佐），殖民地雷射建設負責人。由西瑪接任代理司令後，通稱MAU CIMA（Marine Amphibious Unit CIMA）。
戰爭期間受命擔任各種機密見不得光的工作，包括對Side3 之外的其他宇宙殖民地灌注毒瓦斯等「骯髒」任務（不過高層當時是以「催淚瓦斯」進行柔性鎮壓而瞞騙部屬，因此在不知情下屠殺28億人口，這對西瑪等人而言一直是內心夢魘）。戰後司令基西莉亞·薩比少將被夏亞·阿茲納布爾殺死，改組的吉翁共和國將其列為甲級戰犯，直屬指揮官朝倉上校為求保身而將責任推給西瑪，使得她在吉翁殘黨以及其他殖民地間成為罪人，連阿克西斯也不收留她的艦隊，故鄉也被改造為殖民地雷射砲，無家可歸的西瑪艦隊變成宇宙海盜，靠劫掠來往船隻（包括聯邦、民間、甚至吉翁）維生，以至西瑪開始産生背叛吉翁公國及迪拉茲艦隊的想法。
在另一方面，為了讓自己與部下將來能有安居之所，西瑪與月球的阿納海姆電子公司高層，以及地球聯邦軍之間多方奔走，最後與聯邦軍的吉恩·柯里尼以及格林·懷海德等賈米托夫派高層，達成了以迪拉茲換取歸順與赦免的秘密協議。因此西瑪雖然表面上參加迪拉茲艦隊並且執行了劫持殖民地Island Ease等任務，但實際而言卻為聯邦臥底，暗中為聯邦收集星塵作戰任務相關計畫。在Island Ease進入地球軌道之前制壓了迪拉茲的乘艦，發佈投誠佈告，宣佈自己正式投降聯邦，實行以協助消滅殘黨動亂取得在地球能有安居之所的計畫。
西瑪的企圖並沒有得逞，由於迪拉茲與卡多不惜以自殺遂行作戰的意志，以及亞爾比翁艦及其搭載機公然無視上级命令與西瑪艦隊的投誠宣告，執意對西瑪艦隊展開攻擊。面對殘黨與聯邦兩面夾殺，艦隊難以應付而向指揮官西瑪要求下達撤退指令，但是此時無家可歸的他們，還有哪裡可以逃？就在旗艦莉莉·瑪蓮被理論上應該是友軍的GP03擊沉後，西瑪完全喪失理智大喊「你到底是站在哪一邊的？」最終駕駛AGX-04 卡貝拉攻擊浦木宏駕駛的RX-78 GP03，結果被GP03的主砲串刺並且零距離砲擊，灰飛煙滅。
西瑪的命運以及態度和「為大義而生，為大義而死」的迪拉茲跟卡多完全相反，被部分GUNDAM系列愛好者稱為「宇宙世紀二大毒婦」（另一位是《V GUNDAM》的卡提吉娜）。同時也有一批同情西瑪遭遇的愛好者存在，甚至也有部分人士認為，西瑪才是0083真正的女主角。
凱利·雷茲納（Kelly Layzner，聲優：玄田哲章、李錦綸（TVB））
前吉翁公國宇宙攻擊軍所屬的MS駕駛員，也是阿納貝爾·卡多的戰友，一年戰爭時軍階為上尉。
由於在戰爭中負傷失去了左手，似乎因此被剝奪了搭乘MS的資格。戰後在月球的馮·布朗市以資源回收為生，但仍與迪拉茲艦隊的吉翁同志如卡多等人保持聯絡，似乎也知道卡多與妮娜·帕普頓交往的歷史。在偶然的機緣下遇見了被流氓欺負而倒在路邊的浦木宏並將其帶回家中療養。浦木在凱利家寄居的短暫期間發現了倉庫中停留的MA-06 巴爾·巴洛，暫時放下聯邦軍人身份，與凱利一起修復它。在此同時凱利與西瑪·卡拉豪接觸並表明參加「星塵作戰」的意志。
但是凱利在得知西瑪只想取得巴爾·巴洛而不打算讓他當駕駛員之後，為了證明自己的實力，駕駛巴爾·巴洛出現於月面，並以攻擊馮·布朗為要脅，指名挑戰阿爾比昂搭載的GUNDAM。浦木駕駛RX-78 GP01Fb迎戰，激戰的結果是巴爾·巴洛被擊毀，凱利死亡。
卡利烏斯·奥托（Karius Otto，聲優：飛田展男、鄺樹培（TVB））
屬吉翁公國宇宙攻擊軍第302哨戒中隊，軍階為中士。在凱利·雷茲納戰死後，是和卡多一同參與一年戰爭的同袍中唯一生存者。
在一年戰爭结束後，卡利烏斯一直在SIDE 6。在和卡多相遇後加入了迪拉茲艦隊。当卡多返回宇宙进行星塵計畫時，他一直作為副官跟随着卡多。最後，卡利烏斯随着阿克西斯先遣艦隊一起从聯邦的包圍圈中撤退，但是没有如他所願，指挥官卡多却选择了和聯邦的巡洋艦同歸於盡。之後，帶着妮娜的卡利烏斯来到了阿克西斯艦隊。
卡利烏斯所駕駛的是吉翁部队的主力機種里克·德姆II。他的人物原型可能源於第二次世界大戰時期德國陸軍擊毁超過150輛裝甲車的王牌坦克指揮官奥托·卡里烏斯。
諾恩·比達（Neuen Bitter，聲優：池田勝）
尤里·哈斯拉（Urey Hustler，聲優：青森伸）

## 民間人士
妮娜·帕普頓（Nina Purpleton，聲優：佐久間玲／盧敘榮／袁淑珍（安樂）、沈小蘭（TVB））
阿納海姆電子公司馮·布朗分公司的員工，RX78 GP01與GP02的系統工程師，本作品的女主角，時年21歲。
故事中妮娜以GP01／GP02重力環境下測試的現場指揮員身份隨同阿爾比昂號抵達特林頓基地，之後為了支援GP01的作戰而繼續搭乘阿爾比昂。妮娜的性格是有點強氣的才女，有時擰起來也經常在周圍造成一些風波。一開始與浦木宏之間的關係不太好，隨著故事發展而與浦木的關係日趨親密。但是她在馮·布朗任職期間與阿納貝爾·卡多交往的舊事，隨著浦木對卡多的敵意增長，也使她感到煩悶痛苦。
在故事前半當中對妮娜的描寫多偏重於任性的一面，且結尾與浦木和卡多之間的三角關係，妮娜是不想讓她兩個所愛的人彼此廝殺，所以才對浦木說出「並不是這樣的」，而帶卡多先離開，而且在阿克西斯旗艦上最後也是選擇回地球。
結局為與奇斯及摩拉一起搭軍用吉普車迎接受審無罪的浦木離開。
歐薩里班（Orsayvan，聲優：市川治、大川透（5.1ch DVD-BOX版））
阿納海姆電子公司公司董事，在背地裡與西瑪·卡拉豪有利益輸送關係，在他的授意下阿納海姆電子公司將聯邦不要的RX-78 GP04改裝成AGX-04提供給西瑪使用（一說這其實是聯邦軍賈米托夫派在背後運作）。藉著向聯邦軍及吉翁軍提供軍武雙方得利。另外在星塵作戰後半西瑪劫持兩座殖民地並使其中一座Island Ease朝月球落下時，歐薩里班啟動了馮·布朗市的推進雷射系統點燃Island Ease的推進器，使其改變方向朝地球落下。
迪拉茲紛爭結束之後歐薩里班被發現死於辦公室，雖然官方說法是自殺，但是事實上是被暗殺……
露雪特·奧德比（Lucette Audevie，聲優：勝生真沙子、陸惠玲（TVB））
阿納海姆電子公司公司的員工，也是擔當RX-78 GP03開發的主任系統工程師，就任於玫瑰人生號。（La vie en rose）
露雪特在故事中被派駐在阿納海姆電子公司公司船塢艦玫瑰人生號負責GP03的測試，但由於聯邦軍高層的政略因素使得測試中止。由於她想要讓GP03完成測試並投入實戰的強烈意志，使她決定默許阿爾比昂成員強行帶走GP03。在GP03機庫，浦木宏與聯邦軍駐點警衛部隊長：長門少佐的對峙當中，露雪特以身體為浦木擋下了一發槍彈而死。她的拼命舉動也間接使得妮娜·帕普頓變得更堅強。和妮娜在某種意義上都屬於旁若無人的任性才女……
尼克·歐比爾（Nick Aubil，聲優：鹽屋翼、何國星（TVB））
阿納海姆電子公司公司的員工，同時也是迪拉茲艦隊送入阿爾比昂的內應，代號（ブラウエンジェル，「嘆息天使」之意）。協助卡多偽裝成連邦軍官潛入特林頓基地。身份曝光後，搭乘GP-01的核心艇逃出。
拉朵拉·帖普菈（Latuera Chapra，聲優：小林優子、梁少霞（TVB））
凱利的女友。不願意凱利再度捲入戰火之中。